# 亨利·馬爾特
亨利·馬爾特（波蘭語：Henry Malter，1867年-1925年）出生於波蘭小波蘭省的扎布諾，是一位波蘭裔的美國拉比、猶太學神學家，並且是猶太百科全書共同作者之一。

## 生平
他於1889年-1893年就讀於海德堡大學，之後又再柏林洪堡大學深造，於1894年取得博士學位，期間專攻猶太學的研究，後來在柏林取得拉比資格。1900年移居美國，在希伯來協和學院任教，1902年成為辛辛那提的拉比。